# Gavin DeGraw (album)
Gavin DeGraw è il terzo album di Gavin DeGraw, pubblicato dall'etichetta discografica J Records il 6 maggio 2008 e proposto in streaming su Imeem.com il 29 aprile 2008, esattamente una settimana prima della sua uscita nei negozi.
L'album ha venduto oltre 300,000 copie nel mondo.
Rispetto al precedente, questo album presenta la maggior parte delle tracce rock.

## Tracce
1. In Love with a Girl – 3:27
2. Next to Me – 3:26
3. Cheated on Me – 3:40
4. I Have You to Thank – 3:27
5. Cop Stop – 3:24
6. Young Love – 4:09
7. Medicate the Kids – 3:20
8. Relative – 4:13
9. She Holds a Key – 3:51
10. Untamed – 4:00
11. Let It Go – 3:50
12. We Belong Together – 5:28

## Classifiche
| Paese            | Posizione più alta |
| ---------------- | ------------------ |
| Belgio (Fiandre) | 82                 |
| Danimarca        | 3                  |
| Finlandia        | 36                 |
| Italia           | 44                 |
| Norvegia         | 35                 |
| Paesi Bassi      | 8                  |
| Stati Uniti      | 7                  |
| Svezia           | 13                 |
| Svizzera         | 23                 |